# Тонгулах
Тонгулах (якут.  ) — село в Горном улусе Якутии России. Входит в состав Малтанинского наслега. Большинство жителей якуты.
Население — 15 чел. (2021) .

## География
Село расположено в центральной части Якутии, в долине реки Синяя.
Расстояние до улусного центра — села Бердигестях — 115 км

## История
Согласно Закону Республики Саха (Якутия) от 30 ноября 2004 года N 173-З N 353-III село вошло в образованное муниципальное образование Малтанинский наслег.

## Население
| 2002 | 2010 | 2021 |
| ---- | ---- | ---- |
| 11   | ↘10  | ↗15  |

## Инфраструктура
Животноводство (мясо-молочное скотоводство, мясное табунное коневодство)

## Транспорт
Автомобильного сообщения нет.